# Bdeogale
Bdeogale Peters, 1850 è un genere di mammiferi della famiglia Herpestidae, originari delle foreste pluviali dell'Africa centrale e occidentale. Sono specie prevalentemente terricole e insettivore.

## Tassonomia
Il genere comprende le seguenti specie:
- Bdeogale crassicauda (Heller, 1913) - mangusta dalla coda folta - Kenya e Tanzania
- Bdeogale jacksoni  (Thomas, 1894) - mangusta di Jackson -  Kenya, Tanzania e Uganda
- Bdeogale nigripes (Pucheran, 1855) - mangusta dai piedi neri - Angola, Camerun, Repubblica del Congo, Guinea Equatoriale, Gabon, Repubblica Democratica del Congo e Nigeria

## Conservazione
La Lista rossa IUCN classifica Bdeogale jacksoni come vulnerabile e Bdeogale crassicauda come minacciata, a causa soprattutto della perdita e della frammentazione dell'habitat.